# 全国漢字教育推進総聯合会
- 全国漢字教育推進総聯合会
- 全国漢字教育推進総連合会

全国漢字教育推進総聯合会（ぜんこくかんじきょういくすいしんそうれんごうかい）は、韓国の漢字復活運動団体。本部所在地は、ソウル特別市鍾路区新橋洞6-3。　　
漢字教育振興会を発展的に解消し、韓国政府に漢字復活政策を要求する圧力団体として1998年11月17日に発足した。政府に漢字廃止政策を要求するハングル学会とは敵対関係にある。
中心人物は、元陸軍参謀総長の李在田や、ソウル大学教授の鄭秉学など。日本でも有名な賛同者としては、金芝河（詩人）、孔魯明（元駐日大使）、高建（元首相、元ソウル市長）らがいる。全漢俊などハングル専用論からの転向組もいる。
機関誌は『ハングル＋漢字文化』（月刊）。

## 目的と活動
主張
1. 初等学校からハングルと基礎漢字1000字程度を徹底的に教育して国語教育正常化。
2. 各級学校の全ての教科書にハングルと漢字を混用。
3. 公用文書・標識板・看板に漢字を混用あるいは並記すること。
4. 新聞・雑誌など言論媒体で漢字をできるだけ混用すること。
5. 漢字教育を通じて伝統文化を継承発展させ、低下した人性教育を積極回復すること。
6. アジア太平洋文化圏の孤児に転落する文化的危機に備える。
7. コンピューターの発達で漢字の機械化が実現したため、これを活用した情報化時代の先を進むこと。

出典：우리의 主張（我々の主張）。全国漢字教育推進総聯合会ホームページ（2012年3月18日閲覧）　
また、全国漢字教育推進総聯合会は漢字を韓民族の祖先が作ったと主張している。

## 沿革
- 1998年
  - 11月17日：全国漢字教育推進総聯合会創立総会及び決起大会
  - 12月19日：初等学校漢字教育推進第1次地方巡回決起大会
- 1999年
  - 4月26日：第1回「世界に跳躍する韓国の新しい千年に備えた文字政策学術大会」
  - 5月25日：第2回「世界に跳躍する韓国の新しい千年に備えた文字政策学術大会」　
  - 6月27日：初等学校漢字教育推進第2次地方巡回決起大会及び学術大会
  - 6月29日：第3回「世界に跳躍する韓国の新しい千年に備えた文字政策学術大会」
  - 7月5日：住民登録証の更新における姓名のハングル・漢字併記即求声明書を大統領など政府要人に発送
  - 8月1日：月刊誌『한글+漢字 문화』（ハングル＋漢字文化）創刊号発刊
  - 9月13日：第4回「世界に跳躍する韓国の新しい千年に備えた文字政策学術大会」
  - 10月7日：訓民正音（ハングル）創制556周年記念文字政策学術大討論会
- 2000年
  - 7月15日：趙成台国防部長官に感謝牌伝達
  - 12月9日：第1回国務総理賞教育部長官賞、全国小・中・高、大学生漢字教育振興のための懸賞公募優秀受賞作品発表会及び施賞式
- 2001年
  - 5月29日：初等学校漢字教育推進大講演会開催
  - 11月17日：第2回懸賞公募施賞式（総受賞数：個人204名、団体4校）
- 2002年
  - 4月4日：前任文教部長官ら「初等学校漢字教育実施」建議文を金大中大統領及び青瓦台民願室長に発送
  - 5月16日：定期総会と初等学校漢字教育推進大講演会
  - 11月2日：社団法人として登記
  - 12月28日：第3回懸賞公募施賞式（国史編纂委員会共同主催）
- 2003年
  - 5月22日：金泳三前大統領「初等学校漢字教育推進特別大講演会」
  - 10月17～18日：鷄林類事編纂900周年紀念高麗朝語研究国際学術大会
- 2004年
  - 1月：サムソングループ協力社員を対象とした理事長後援会（2008年7月まで）
  - 7月15日：「国語基本法」国会通過阻止をするための決起大会
  - 10月22日：天安少年教導所訪問、漢字教育の実体視察と激励
- 2005年
  - 7月6日：事務所移転（新橋洞）
  - 9月3日：春川教導所訪問、漢字教育の激励
  - 12月9日：初等学生実力向上のための語彙力強化学習方法に関するセミナーの後援
- 2006年
  - 1月16日：閔寛植理事長逝去
  - 4月23～25日：第2回漢字教育国際研討会（中国の北京師範大学で開催）に韓国代表として参加
  - 10月15日：第1回全国『ハングル＋漢字文化』書法大会開催
  - 12月27日：第1回全経連会長賞東北アジア圏時代の経済発展と漢字学習に対する懸賞公募施賞式
- 2007年
  - 5月31日：行政自治部の非営利民間団体支援事業に選定
  - 9月1～7日：第2回全国『ハングル＋漢字文化』書法大会開催
  - 10月22日：月刊『ハングル＋漢字文化』100号紀念大討論会「漢字原音主義表記このままにすべきか？」開催
  - 11月1日：月刊『ハングル＋漢字文化』通巻100号紀念特集号発刊
  - 12月28日：法務部矯正本部に『陳博士と新私は千字遊び』1000巻寄贈及び寄贈式挙行
- 2008年
  - 9月11日：大検察庁林采珍検察総長など2000人余りの次長部長検事を対象とした講演会
  - 9月27日：江南教育庁による漢字教育実施を歓迎する新聞広告掲載（朝鮮日報6面）

出典：연혁（沿革）。全国漢字教育推進総聯合会ホームページ（2012年3月18日閲覧）

## 人物
- 高建（第30・35代国務総理）
- 金芝河（詩人）
- 鄭炳学（ソウル大学校教授）
- 李在田（陸軍中将、陸軍参謀総長）